# Aronst Hoek
Aronst Hoek is een natuurgebied in de vallei van de Grote Gete en beslaat de gemeentes Geetbets, Halen, Herk-de-Stad, Linter en Zoutleeuw. 

## Gebied
Het gebied is een afwisselend gebied met drassige en droge weides, rietvelden, wilgenbossen en houtkanten.

## Fauna en Flora

### Fauna
Zoogdieren
vogelswatersnippen, zilverreigers, wulp, smient, wilde kleien zwaan, grote zilverreiger, zwanenbloem, kwartelkoning, porseleinhoen en de grutto
Ongewerveldenmoerassprinkhaan, de kustsprinkhaan en de gouden sprinkhaan

### Flora
polie, klein vlooienkruid, aardbeiklaver en veldgerst